# SN 2004gj
SN 2004gj – supernowa typu IIb odkryta 23 listopada 2004 roku w galaktyce IC 701. W momencie odkrycia miała maksymalną jasność 18,30m.